# آن‌سوی آینه
آن‌سوی آینه (به انگلیسی: Through the Looking-Glass) ادامه‌ای است بر کتاب ماجراهای آلیس در سرزمین عجایب، مرحله‌ای که سرانجام آلیس که هویت خود را در سرزمین عجایب یافته، سعی در شکل‌دادن آن و پیداکردن جایگاهش در اجتماع دارد. لوئیس کارول، آن‌سوی آینه را هفت سال پس از سرزمین عجایب، هنگامی که آلیس لیدل چهارده‌ساله بود نوشت. در آنسوی آینه، آلیس با اختیار کامل قدم به «شهر آینه» می‌گذارد تا بازهم با موجودات بیشتری آشنا شود و تجربه بیندوزد. در این داستان، شهر آینه را قانونِ شطرنج اداره می‌کند و آلیس که با ورود به این سرزمین تنها یک مهرهٔ سرباز پیاده محسوب می‌شود، برطبق قانون می‌تواند تا خانهٔ هشتم پیش برود و با رسیدن به آنجا تا مقام مهرهٔ وزیر ارتقا پیدا کند. در بخش‌های نخستینِ داستان، وزیرِ مهره‌های سرخ شطرنج، همچون یک معلم راه، پیروزی را برای آلیس شرح می‌دهد.

## ترجمه‌های فارسی
- آل‍ی‍س آن س‍وی آی‍ن‍ه، ت‍رج‍م‍ۀ محمدتقی بهرامی حران، ت‍ه‍ران: ج‍ام‍ی، ۱۳۷۴.
- درون آینه و آنچه آلیس آنجا دید، ترجمۀ محمدعلی میرباقری، تهران: کتابسرای تندی، ۱۳۹۸.